# Earle Dickson
Earle Dickson (10 de octubre de 1892-21 de septiembre de 1961) fue un inventor estadounidense conocido por inventar las vendas adhesivas en los EE. UU. Vivió en Highland Park, Nueva Jersey, durante gran parte de su vida.
Dickson era comprador de algodón en la empresa Johnson & Johnson. Su esposa, Josephine Knight, a menudo se cortaba mientras hacía las tareas del hogar y cocinaba. Dickson descubrió que la gasa colocada sobre una herida con tape no permanecía en sus dedos activos. En 1920, colocó cuadrados de gasa a intervalos en un rollo de cinta adhesiva, sujeto con crinolina. A James Wood Johnson, su jefe, le gustó la idea, y la puso en producción. En 1924, Johnson & Johnson instaló máquinas para producir en masa las vendas que alguna vez fueron hechas a mano. Tras el éxito comercial de su diseño, Dickson fue ascendido a vicepresidente.

## Enlaces que están externos
- La historia contada por Johnson & Johnson
- Earle Dickson del Programa Lemuelson-MIT

- Datos: Q740618